# Joan de Castella
Joan de Castella (Burgos, 1359 - Batalla d'Aljubarrota, Portugal, 1385) fou un Infant delRegne de Castella i Lleó. Fou el fill de l'Infant D. Tello Alfons de Castella i Núñez de Gúzman i de Joana de Lara de Biscaia, XIX senyora de Biscaia, nascuda vers l'any 1333.
Va néixer amb el nom de Joan de Borgonya, Infant de Castella, més conegut com a Joan Téllez de Castella. (Téllez que significa fill de Tello). Era net del rei Alfons XI de Castella i nebot dels reis Pere I de Castella i d'Enric II de Castella.
De molt jove va abandonar la cort deBurgos i s'instal·là a Cantàbria, la terra on el seu pare era marquès d'Aguilar de Campoo.
Amant de la natura, va establir-se a Toranzo,(Cantàbria), on podia centrar-se en la falconeria i en la cria de porcs seglars. Va succeir al marquesat de Aguilar en 1370 i es va fer un dels homes més poderosos del seu temps. Va obtenir de la Corona de Castella el 1371, la possessió dels senyorius de Aguilar de Campoo, Liébana, Castañeda (a Toranzo), a més de moltes altres possessions al nord de Castella i Astúries. Enric II de Trastamara, rei de Castella li va atorgar el càrrec d'Alto Mayorazgo. El 1378 es casà amb l'aristòcrata càntabra Elionor de Lasso, senyora de La Vega, senyora de Villa Carrión, Santillana del Mar i de Torrelavega.
D. Joan Tellez de Castella tingué dos fills, Joan Enrique Téllez de Castella, tercer marquès de Aguilar de Campoo i que morí jove i a Aldonça Téllez de Castella, o coneguda com a Aldonça de Castañeda, que es casà amb Garcia Fernández-Manrique, de la coneguda família dels Lara i Gran d'Espanya. Aldonça fou l'hereva de D. Joan Téllez de Castella des de 1385, any en què morí el seu pare en la batalla d'Aljubarrota, Portugal, quan acompanyà al seu cosí Joan I de Castella a la guerra contra Portugal. El rei de Castella els atorgà el títol de Primers comtes de Castañeda (a Toranzov- Cantàbria).
La seva vídua es tornà a casar amb Íñigo López de Mendoza, primer marquès de Santillana i fill major del duc del Infantado.
Després de la seva mort, hi va haver un gran enfrontament entre els descendents d'Aldonça i els descendents del segon matrimoni de la seva esposa Elionor, per obtenir el senyoriu de Liébana. La guerra familiar acabaria el 1576.